# Souhvězdí Malého psa
Malý pes je souhvězdí na nebeském rovníku. Jeho nejjasnější hvězdou je Prokyon, který je 7. nejjasnější hvězdou na noční obloze.

## Významné hvězdy
| Hvězda | Jméno   | Hvězdná velikost |
| ------ | ------- | ---------------- |
| α CMi  | Prokyon | 0,37m            |
| β CMi  | Gomeisa | 2,89m            |